# Carl Ritter

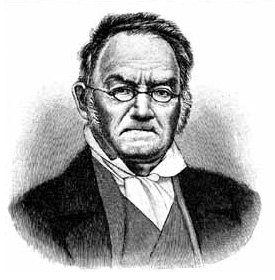
Carl Ritter

Carl Ritter (Quedlinburg, 7 augustus 1779 – Berlijn, 28 september 1859) was geograaf en een van de grondleggers van de wetenschappelijke geografie in Duitsland. Zijn vader, Friedrich Wilhelm Ritter, was de lijfarts van Anna Amalia, een zus van Frederik de Grote. Zijn moeder was Elisabeth Messow. Carl Ritter trouwde in 1819 met Lilli Kramer. Het huwelijk bleef kinderloos.
Ritter verloor op jeugdige leeftijd zijn vader. Aanvankelijk kreeg zijn moeder voor het onderwijs van haar kinderen hulp van de huisleraar Johann Christoph Friedrich Guts Muths. In 1785 werd de jonge Ritter toegelaten tot het Philanthropium in Schnepfenthal (in de omgeving van Gotha). Het landgoed Schnepfenthal was kort daarvoor gekocht door de pedagoog Christian Gotthilf Salzmann. Dit Philanthropium kan worden beschouwd als een experimentele school gebaseerd op de principes van Rousseau en Pestalozzi. Centraal daarin stond de overtuiging dat begrip tot stand komt door zorgvuldige waarneming en niet door puur memoriseren. Ritter zou elf jaar in Schnepfenthal blijven. Op zeventienjarige leeftijd verliet Ritter Schnepfenthal, studeerde in Halle en arriveerde in het najaar van 1798 in Frankfurt am Main. Hij werd huisleraar bij de bankiersfamilie Bethmann-Hollweg. Hij zou tot zijn overlijden in 1859 in Berlijn een intensieve relatie onderhouden met verschillende leden van deze invloedrijke familie, in het bijzonder met August Bethmann-Hollweg (1795-1877).

## Berlijn
In 1820 werd Ritter benoemd op de eerste geografische leerstoel van Duitsland aan de Friedrich-Wilhelm Universität in Berlijn. Hij had in 1817 en 1818 de eerste delen van zijn levenswerk ‘Die Erdkunde im Verhältnis zur Natur und zur Geschichte des Menschen, oder allgemeine vergleichende Geographie als sichere Grundlage des Studiums und Unterrichts in physikalischen und historischen Wissenschaften’ gepubliceerd en dat was in militaire kringen niet onopgemerkt gebleven. Men realiseerde zich dat de geografische kennis bij het leger voor verbetering vatbaar was. Als Berlijnse hoogleraar doceerde Ritter ook jaren aan de Allgemeine Kriegsschule.

## Die Erdkunde
Die Erdkunde was Ritters belangrijkste werk. Het kent 19 delen (21 banden). Regionaal bezien beperkt de inhoud zich tot de geografie van Afrika en grote delen van Azië. Ritter baseerde zijn geografische kennis van Afrika en Azië op een uitputtende analyse van beschikbare literatuur over die gebieden. Als groot pleitbezorger van wetenschappelijke expedities kon hij daarnaast ook beschikken over waarnemingen uit de eerste hand van tal van ontdekkingsreizigers. Voor de laatste verschenen delen van Die Erdkunde over Klein-Azië stond Ritter in verbinding met wetenschappers en militairen die deze gebieden hadden geëxploreerd. De verzamelde kennis werd door Heinrich Kiepert, met wie Ritter nauw samenwerkte, cartografisch verwerkt. In 1852 verscheen de derde druk van het Atlas von Asien als onderdeel van Die Erdkunde. Klein-Asien vormde de niet voorziene afsluiting van Ritters werk (deel 18, 1024 pp. Berlin, 1858 en deel 19, 1200 pp. Berlin, 1859).

## Opvattingen en betekenis
Ritter vertolkte als geograaf de ideeën van zijn tijd. De invloedrijke opvattingen van de filosofen Herder en Schelling en de pedagoog Pestalozzi hebben hun sporen in het werk van Ritter achtergelaten.
Met Alexander von Humboldt verloste Ritter de geografie van de weinig inspirerende opsommingen die gebruikelijk waren in de zogenaamde 'Staatengeographie'. In zijn vergleichende Erdkunde stonden empirische beschrijving aan de basis van verklaringen van ruimtelijke samenhang en verscheidenheid. Het ging om gebieden die op grond van een specifieke samenhang van de zichtbare verschijnselen een uniek karakter vertoonden. In die zin introduceerde Ritter de geografie als een individualiserende wetenschap.
Kenmerkend was ook de inductieve werkwijze in de wetenschapsbeoefening van Ritter. Wetmatigheden konden slechts worden blootgelegd op basis van empirische waarnemingen. Ogenschijnlijk stond dit in schril contrast met zijn teleologische opvatting van 'Zusammenhang' en 'Totalität'. In zijn visie moest de aarde als geheel gericht zijn op het doel dat door de goddelijke voorzienigheid was bepaald: de aarde als 'Erziehungshaus des Menschen'. In hoeverre dit teleologische aspect contrasteert met de empirisch-inductieve werkwijze is onderwerp van discussie bij degenen die zich bezighouden met de geschiedenis van de geografie als wetenschap. Hanno Beck schrijft daarover in zijn biografie van Ritter (p. 78):
"Zur Welt des Ritterschen Glaubens gehört die in die Menschenwelt eingreifende Natur nicht in Form eines primitiven Geodeterminismus. Die Erde ist ihm wie schon Herder und vor ihm Varenius das Erziehungshaus des Menschen. Letzten Ende ist Gott das Agens, das durch die Natur wirkt. Feststeht, dasz diese Teleologie Ritters die Tatsachen nicht vergewaltigt hat, sondern als regulatives, nicht als konstitutives Prinzip gelten musz. Ritter fand im historischen Gang den Sinn einer Erdstelle, machte ihn sichtbar, aber er erzwang ihn keineswegs."
Nieuw en ongewoon was dat Ritter de verschillende culturen op aarde als gelijkwaardig beschouwde. Nog vóór Franz Boas zette hij dit cultuurrelativisme op papier.
Ten slotte kan worden vastgelegd dat Ritter met zijn grote aandacht voor het historische element getracht heeft geografie en geschiedenis te integreren in zijn studies. Ook daarin brak hij met de puur inventariserende werken van zijn voorgangers.

## Trivia
Carl Ritters beklom ook de Mont Blanc en publiceerde daarover een boek in 1824 (opnieuw uitgegeven in 2008). Daarin schrijft hij niet alleen over de geschiedenis van de eerste beklimmingen, maar ook beschrijft hij de natuur en de bevolking van Chamonix en omgeving. Frappant hierin is zijn tegenwerping tegen zinloze Gipfelstürmerei: niet het bereiken van de hoogste top is voor hem bepalend voor een succesbeleving, maar het bereiken van de plaats waar de höchste Geistesempfindung mogelijk is.